# سرنا جرمین
 سرنا جرمِین  (به انگلیسی: Serena St. Germaine) شخصیت مثبت زن بازی "همه چیز یا هیچ" که توسط شرکت الکترونیک آرتز در سال ۲۰۰۳ میلادی برای کنسولهای خانگی پلی استیشن ۲، ایکس باکس و گیم کیوب ساخته شد. بجای این شخصیت در بازی، شانون الیزابت صحبت نموده است

## نقش شخصیت در بازی
شخصیت سرنا جرمِین، شخصیت مثبت زن بازی "همه چیز یا هیچ" می‌باشد . او یک دانشمند زمین‌شناس آمریکایی است که مهارت بالایی در هدایت هلیکوپتر و هک نمودن کامپیوترها دارد. او در پرو به کمک جیمز باند می آید و در طول بازی دلباخته جیمز میگردد. 

## فرجام
سرنا جرمِین در قسمتی از بازی توسط "نیکولای دیاوولو" در پرو از صخره به پایین پرت می‌شود اما توسط جیمز باند نجات پیدا می‌کند. او در این بازی دلباخته جیمز باند گشته و در طول بازی کمک‌های بسیاری به او می نماید. او زنی قوی، زیبا با قابلیتهای بالا است که تا انتهای مأموریت جیمز باند در مسکو با او همراهی می‌کند.